# Jinhua (sockenhuvudort i Kina, Jilin Sheng, lat 41,43, long 128,03)
Jinhua är en sockenhuvudort i Kina. Den ligger i provinsen Jilin, i den nordöstra delen av landet, omkring 360 kilometer sydost om provinshuvudstaden Changchun. Antalet invånare är 1 998. Befolkningen består av 951 kvinnor och 1 047 män. Barn under 15 år utgör 11,0 %, vuxna 15-64 år 75 %, och äldre över 65 år 12,0 %.
Runt Jinhua är det ganska glesbefolkat, med 39 invånare per kvadratkilometer. Närmaste större samhälle är Longquanzhen, 12,6 km nordost om Jinhua. I omgivningarna runt Jinhua växer i huvudsak blandskog.
Genomsnittlig årsnederbörd är 1 068 millimeter. Den regnigaste månaden är juli, med i genomsnitt 287 mm nederbörd, och den torraste är januari, med 17 mm nederbörd.